# Unias
Unias é uma comuna francesa na região administrativa de Auvérnia-Ródano-Alpes, no departamento de Loire. Estende-se por uma área de 5,37 km². Em 2010 a comuna tinha 442 habitantes (densidade: 82,3 hab./km²).